# Part 1 (Twin Peaks)
"Part 1" é o primeiro episódio da série revival Twin Peaks. Foi escrito por Mark Frost e David Lynch, e foi dirigido por Lynch. O episódio "Part 1" foi transmitido originalmente em 21 de maio de 2017 pela Showtime e teve uma audiência de 506,000 telespectadores nos Estados Unidos, tendo a maior audiência da temporada.

## Enredo
Dale Cooper permanece preso no Black Lodge. Em Twin Peaks, o Dr. Jacoby recebe um carregamento de pás. No Grande Norte, Ben Horne apresenta seu irmão Jerry ao seu novo secretário, Beverly. O vice-chefe Hawk recebe uma chamada da Log Lady, que lhe informa que falta alguma evidência relacionada com Dale Cooper. Na cidade de Nova York, Sam Colby fica em um armazém assistindo uma caixa de vidro. Tracey Barberato o visita. Com o guarda de segurança ausente durante a segunda visita de Tracey, Sam a deixa entrar na sala. À medida que fazem sexo, uma entidade andrógina pálida - a Experiência - materializa-se na caixa de vidro e os assassina. Em Buckhorn, Dakota do Sul, Doppelgänger de Cooper - um homem sinistro e de cabelos longos com íris pretas - recupera dois associados, Ray e Darya. A polícia encontra a cabeça cortada da bibliotecária de Buckhorn, Ruth Davenport, colocada no corpo sem cabeça de John Doe. As impressões digitais do diretor local Bill Hastings são encontradas e ele é preso. Bill nega culpa, mas balbucia seu álibi.

## Recepção
No Rotten Tomatoes, o episódio recebeu uma classificação de 100% com uma pontuação média de 8,72 de 10 com base em 25 avaliações.
Sonia Saraiya, da Variety, escreveu "Twin Peaks: The Return é estranho e assustador e lento. Mas é interessante. O show é muito teimoso, não é muito filme e não é TV, rejeitando histórias e formas padrão. Não é especialmente divertido para assistir e pode ser bastante perturbador. Mas nunca há a sensação de que você está assistindo algo desprovido de visão ou intenção. A visão de Lynch é tão total e absoluta que ele pode fugir com o que não seria aceitável".
Daniel Fienberg, do The Hollywood Reporter, comentou que "o que mais me impressionou sobre a estreia é como foi relativamente convincente, com uma clara ênfase em relativamente. O que estreou no domingo foi tão acessivelmente assustador, perturbador e audazmente engraçado quanto muitas das melhores partes dos Twin Peaks originais, e nenhum lado tão alucinante e subtextuamente destilado como o filme de pré-filme Fire Walk With Me". Fienberg também escreveu sobre o formato da série: "É óbvio que este Twin Peaks será uma unidade de 18 horas. Não houve separação discernível entre as horas e, se os créditos não tivessem ocorrido, a segunda hora provavelmente poderia ter fluido tão facilmente para o terceiro. Esta não é televisão episódica.
Em sua avaliação de grau "A", Emily L. Stephens, do The AV Club, escreveu sobre a possível recepção de críticas e telespectadores: "Esta estreia em duas partes será extremamente difícil para duas pessoas concordarem, em parte porque uma avaliação do observador sobre o avivamento dependerá do que eles esperavam. Se você estivesse ansioso pelo retorno do humor ocasionalmente às vezes aconchegante das duas temporadas originais de Twin Peaks , essa estréia poderia ser um choque. Se você estava antecipando que uma vez esmaga, agora mistura familiar de gêneros, isso é ... não é isso ". Ela chamou a estreia de duas partes "puro horror Lynchiano".
No Festival de Cinema de Cannes de 2017, Lynch exibiu a estreia de duas horas da série e recebeu uma ovação de pé de cinco minutos da multidão.